# Jackie Down the Line
Jackie Down the Line è un singolo del gruppo musicale irlandese Fontaines D.C., pubblicato il 12 gennaio 2022 come primo estratto dal terzo album in studio Skinty Fia.
È stata la prima canzone del gruppo a entrare in classifica negli Stati Uniti, raggiungendo la posizione 40 nella classifica Adult Alternative Airplay di Billboard.

## Accoglienza
"Jackie Down the Line" ha ricevuto un’accoglienza positiva dalla critica. Joe Taysom, di Far Out Magazine l’ha descritta come una canzone che si adatta al suo suono più oscuro della band. Nello specifico, Taysom ha affermato: "Piuttosto che essere un brano che riempie la pista da ballo, la canzone comunica un senso di oppressione associato al frontman Grian Chatten, grazie al suo lirismo confessionale e sprezzante di sé, che lo ha fatto emergere come uno dei grandi cantautori moderni."
In un’intervista con Pitchfork, la canzone viene descritta come un singolo "misantropo senza rimorso ".

## Versione dal vivo
I Fontaines D.C. hanno suonato la canzone dal vivo la prima volta il 14 gennaio 2022 al The Tonight Show Starring Jimmy Fallon. Sam Moore di New Musical Express ha descritto la performance come "surreale", dicendo: " Sembra il video a una singola ripresa con il brano eseguito sul palco e una strana serie di eventi si svolge intorno alla band che coinvolgono persone vestite con cappelli rossi a punta, una sposa e una crocifissione."

## Classifiche
| Classifica (2022)                      | Pos. massima |
| -------------------------------------- | ------------ |
| Irlanda (IRMA)                         | 66           |
| US Adult Alternative Songs (Billboard) | 40           |